# Víctor Bastos

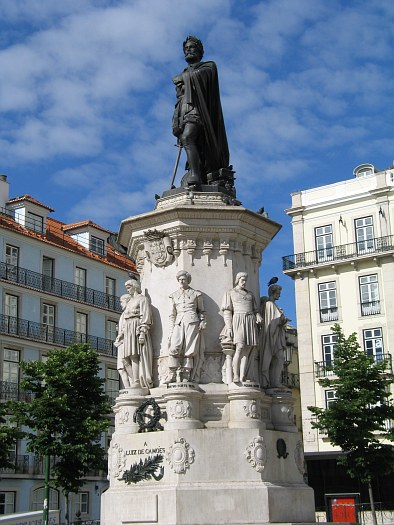
Monumento a Camões em Lisboa, da autoria de Victor Bastos

Víctor Bastos, de seu nome completo António Víctor de Figueiredo Bastos, (Lisboa, 1830 – 1894, Lisboa), foi um escultor português.

## Biografia
Víctor Bastos nasceu em Lisboa. Foi discípulo do pintor António Manuel da Fonseca, na Academia Real de Belas-Artes, onde se estreou na 3.ª Exposição Trienal (em 1852) com a pintura Amor e Psique.
Em 1854 passou a leccionar a cadeira de Desenho na Universidade de Coimbra e, em 1856, participou na 4.ª Exposição Trienal da Academia Real de Belas-Artes, com a tela Retrato do Visconde da Luz e a escultura Moisés. Em 1860 foi nomeado professor substituto da Academia, cargo do qual se tornou efectivo em 1881.
Na 5.ª Exposição Trienal (1861) apresentou as telas Retrato de Rodrigo da Fonseca e Retrato do Conde de Melo, bem como o baixo-relevo Colera Morbus, adquirido por D. Luís que o tornou numa das peças da colecção do Palácio da Ajuda (presentemente em exposição na 'Sala Indiana' do Palácio da Pena, em Sintra).
Em 1867, estreou-se na escultura monumental com o Monumento a Camões, em Lisboa.
Em 1870 fez parte da comissão de reorganização do Ensino Artístico.
Victor Bastos colaborou na decoração escultórica do Arco da Rua Augusta, no Terreiro do Paço, em Lisboa, ao lado de Célestin Anatole Calmels, inaugurado em 1873. São de sua autoria as figuras reclinadas, que representam os rios Tejo e Douro, assim como as estátuas de Nuno Álvares Pereira, Viriato, Marquês de Pombal e Vasco da Gama. Na 6.ª Exposição da Sociedade Promotora de Belas-Artes, apresentou as suas experiências na arte do retrato com os bustos do Duque de Saldanha e de Joaquim António de Aguiar.
São ainda obras suas a estátua de José Estêvão de Magalhães (1809-1862), que se encontra no edifício da Assembleia da República, em Lisboa, e a estátua do Conde das Antas sobre o túmulo deste no Cemitério dos Prazeres, em Lisboa.
Victor Bastos pertence à fase romântica da arte pictórica e escultórica. Os românticos introduziram na pintura o paisagismo, as cenas de costumes populares rurais e urbanas, renovaram a pintura histórica e o retrato e, na escultura, enalteceram os valores pátrios e exaltaram os heróis nacionais.
São seus discípulos mais representativos José Simões de Almeida (1844–1926) e José Moreira Rato Júnior (1860–1937).